# 6812 Robertnelson
A 6812 Robertnelson (ideiglenes jelöléssel (6812) 1978 VJ8) a Naprendszer kisbolygóövében található aszteroida. Eleanor F. Helin és Schelte J. Bus fedezte fel 1978. november 7-én.